# Nahcolite
La nahcolite è un minerale composto da bicarbonato di sodio.

## Etimologia
Il suo nome deriva dagli elementi da cui è composto: Na, H, C e O.

## Origine e giacitura
La nahcolite fu descritta per la prima volta 1928 in seguito ad un rinvenimento in un tunnel di lava nel Vesuvio.
Si può rinvenire nelle sorgenti termali calde, nei precipitati o nelle efflorescenze dei laghi salini, in seguito alla differenziazione ignea nei massicci alcalini o alle inclusioni fluide in altri cristalli ed infine nei depositi di evaporite.